# Pharaoh’s Island (Themse)
Pharaoh’s Island ist eine Insel in der Themse, knapp 30 Kilometer Luftlinie südwestlich der City of London.

## Geographie
Die Insel liegt rund 300 Meter westlich des Shepperton Lock in der Stadt Shepperton ganz im Süden des Districts Spelthorne, der hier von der Themse begrenzt wird. Das südliche Themseufer gehört bereits zum District Runnymede.
In der Reihe der Inseln in der Themse liegt Pharao's Island 220 Meter oberhalb (nordwestlich) von Hamhaugh Island und 5,8 km unterhalb von Penton Hook Island.
Zwei gegenüberliegende Slipanlagen an der Nord- und Südseite teilen die Insel in einen kleineren Westteil und einen größeren Ostteil. Im Südosten, beim Sunset Cottage, gibt es eine weitere, kleinere Slipanlage.
Ordnance Survey Karten aus den Jahren 1883 und 1896 zeigen die Insel unter dem Namen Dog Ait. 
Die Insel wurde vom britischen Schatzamt gekauft, um sie Admiral Nelson nach seinem Sieg in der Schlacht am Nil (1798) zu schenken. Dieser nutzte sie zum Angeln.
1903 baute der Tory-Abgeordnete Cyril Atkinson das erste Haus auf der Insel und nannte es Sphinx. Heute stehen 23 Wohngebäude auf der Insel, die – bis auf Sunset Cottage und Willow Hayne – ägyptische Hausnamen tragen. Auch die der Insel benachbarten Wohngebäude am nördlichen und am südlichen Themseufer haben Hausnamen, außer derer auf Hamhaugh Island, die Hausnummern tragen. Wohngebäude mit Hausnamen tragen keine Hausnummern.
Die Insel kann nur mit dem Boot erreicht werden. 14 der 23 Gebäude haben eine eigene Anlegestelle.

## Hausnamen
Folgende Hausnamen werden auf Pharaoh's Island verwendet (im Uhrzeigersinn, beginnend im Westen):
| - Kantara Lage - Memphis Lage - Nyanzh Lage - Thebes Lage - Nile Lage - Nakhti Lage - Isis Lage - Willow Hayne Lage - Nada Lage - Mannana Lage - Maleesh Lage - Philae Lage - Sphinx Lage + | - Sunset Cottage Lage - Lotus Lage - Mabrouk Lage - Pyramid Lage - Osiris Lage - Amasis Lage - Ishta Lage - Pharaos Cottage Lage - Luxor Lage - Minoru Lage |

Willow Hayne hieß bis 2016 Willow Cottage. Isis hieß früher Ferry Cottage.